# Teofil Ratajczak

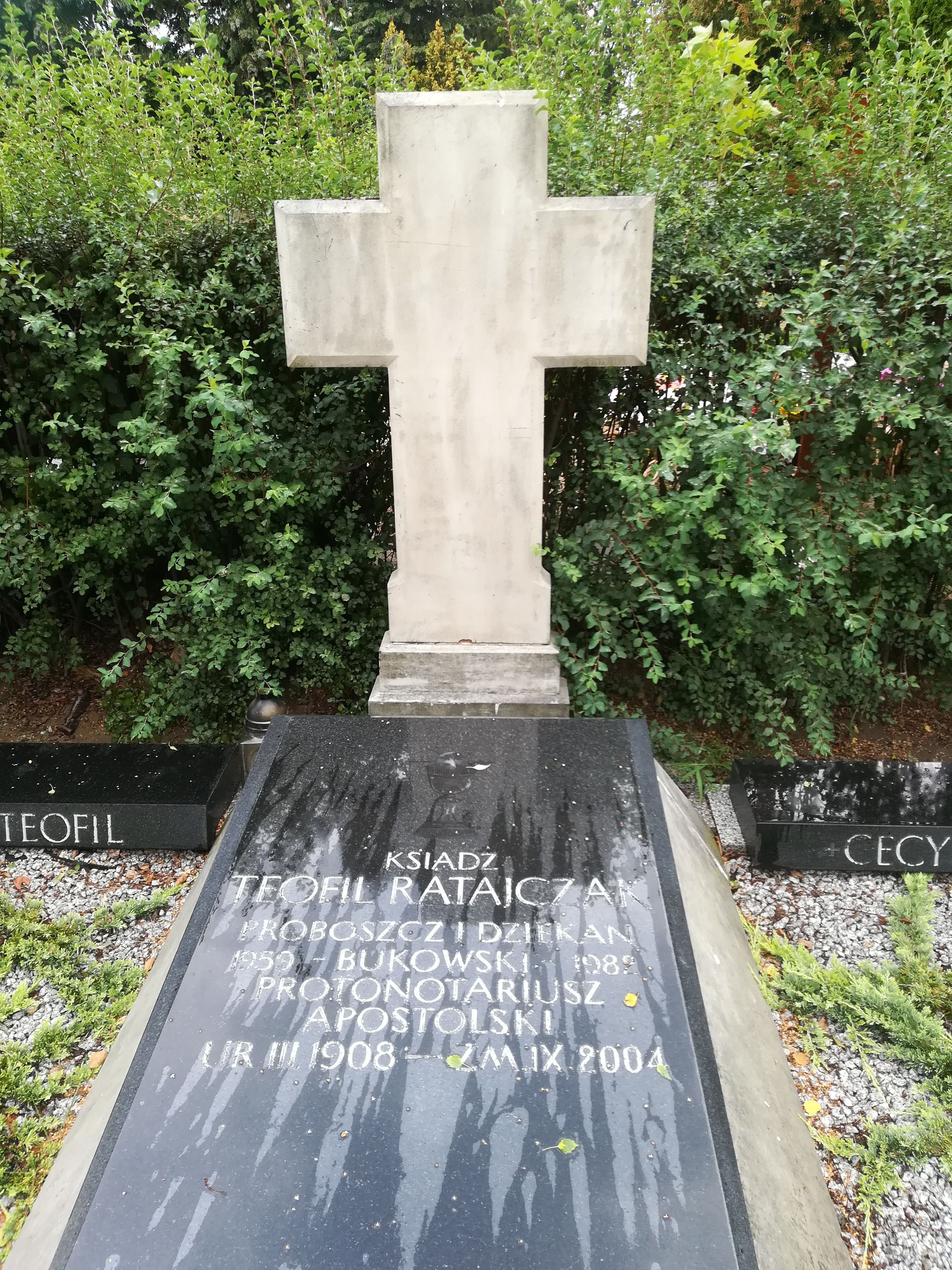
Nagrobek na Cmentarzu Zmartwychwstania Pańskiego w Buku

Teofil Ratajczak (ur. 12 marca 1908 w Łobzowcu, zm. 15 września 2004 w Buku) – polski ksiądz katolicki, protonotariusz apostolski (supra numerum), honorowy obywatel miasta Buk.
W jarocińskim gimnazjum, które ukończył, należał do Sodalicji Mariańskiej. Po odbyciu służby wojskowej w Szkole Podchorążych Artylerii we Włodzimierzu Wołyńskim podjął studia przyrodnicze na Uniwersytecie Poznańskim. Przerwał naukę, by wstąpić do seminarium duchownego. W latach 1929–1931 odbył studia filozoficzne w seminarium duchownym archidiecezji gnieźnieńskiej w Gnieźnie, a następnie w latach 1931–1934 – teologiczne w Poznaniu. Święcenia kapłańskie otrzymał 17 czerwca 1934 z rąk prymasa Augusta Hlonda. Pracę podjął w Kórniku, kolejno w Rydzynie i kościele parafii Bożego Ciała w Poznaniu, gdzie spędził całą okupację. Po wojnie pracował w Niepruszewie i od 1 stycznia 1959 do przejścia na emeryturę w 1982 roku był proboszczem parafii kościoła farnego w Buku. Został uhonorowany papieskim tytułem infułata.
Zgodnie ze swoją wolą pochowany na cmentarzu Zmartwychwstania Pańskiego w Buku.
Za pracę na rzecz lokalnej społeczności został mu nadany 30 kwietnia 1991 roku tytuł honorowego obywatela miasta Buk.
Jest patronem szkoły w Buku.